# ساینالوژی
ساینالوژی (انگلیسی: Synology) شرکت فناوری اطلاعات تایوانی است، که در سال ۲۰۰۰ تأسیس شد.